# Listovnice ostruhatá
Listovnice ostruhatá (Cruziohyla calcarifer, syn. Agalychnis calcarifer) je žába náležící do čeledi rosničkovití (Hylidae) a rodu Cruziohyla. Popsal ji George Albert Boulenger v roce 1902.

## Výskyt
Obývá oblast Střední a Jižní Ameriky, konkrétně Kolumbii, Kostariku, Ekvádor a Panamu. Žije zde v tamějších vlhkých nížinných lesích, přičemž preferuje baldachýn stromových porostů. Lze ji najít až do nadmořské výšky 750 metrů.

## Popis
Jedná se o velký druh s robustně stavěným tělem náležící k takzvaným „létajícím žábám”. Samci mohou dorůst od čenichu po kloaku 51 až 81 mm, samice 61 až 87 mm. Hlava tohoto druhu je širší než delší, samci mají jeden rezonanční měchýřek. Čenich má při pohledu seshora zkosený tvar. Ve velkých očích jsou patrné vertikální zornice. Okolo končetin žábě roste volná kůže, trojúhelníkový kus kůže se potom nachází na patách a slouží jako identifikační znak odlišující listovnici ostruhatou od jiných listovnic. Prsty jsou vybaveny zaoblenými „přísavkami”. Pokud žába roztáhne nohy, může i přes svou velikost plachtit. Tělo má barvu tmavozelenou, se žlutými až oranžovými spodními partiemi, které doplňuje černé proužkování.

## Chování
Tento noční živočich se ozývá převážně během období dešťů. Amplexus byl ve volné přírodě pozorován v březnu, dubnu, srpnu a září, přičemž během období rozmnožování žáby opouštějí stromové patro. Samice klade 10 až 54 vajíček na listy padlých stromů nebo do dutin a štěrbin kůry stromů, kde se z nich vylíhnou pulci vejčitého tvaru, jež spláchne déšť do vody. Úmrtnost je však vysoká a činí i 98 %. Pulce loví například larvy vážek, ale výjimkou není ani kanibalismus. Pokud přežijí, žába se z nich stane asi za půl roku.

## Ohrožení
Mezinárodní svaz ochrany přírody hodnotí listovnici ostruhatou jako málo dotčený druh kvůli jejímu velkému areálu rozšíření a početné populaci. Nebezpečí může způsobovat ztráta přirozeného prostředí a odchyt žab pro obchod se zvířaty.